# Tcetin
Tcetin (Cet'aeni, Cet'aenn; Monkey People), Tcetin, ili Majmunski narod, legendarna su humanoidna bića s repovima koja su živjela na drveću i špiljama. Za njih se govorilo da su neprijatelji ljudi. Njihovo englesko ime pomalo je pogrešan naziv- "Cet'aeni" i "Tcetin" su atabaskanske riječi za majmune, ali samo u modernom dobu (majmuni nikada nisu živjeli na Aljaski). Imena se doslovno prevode jednostavno kao "Repati".